# Sexor
Sexor è l'album di debutto del dj e produttore canadese Tiga, pubblicato nel 2006 dalla label Play It Again Sam. Ha vinto il Juno Award 2007 nella categoria Miglior disco Dance dell'anno.
L'album comprende tutti i brani originali di Tiga precedentemente usciti come singoli, tre cover e le ghost track Sir Sir Sir e 8455584 Mommy incluse nell'ultimo brano Brothers.
La copertina è una citazione di quella dell'album In Your Mind di Bryan Ferry.

## Tracce
Eventuali note sono indicate dopo il punto e virgola ";".
1. Welcome to Planet Sexor - 0:50 (Tiga Sontag, Jesper Dahlbäck)
2. (Far from) Home - 2:42 (Tiga Sontag, David Dewaele, Stephen Dewaele)
3. You Gonna Want Me - 3:58 (Tiga Sontag, David Dewaele, Stephen Dewaele, Candi Staton)
4. High School/Jamaican Boa - 3:11 (Tiga Sontag, Jori Hulkkonen)
5. Louder Than a Bomb - 3:15 (Carlton Douglas Ridenhour, Eric T. Sadler, Keith Schocklee)
6. Pleasure from the Bass - 3:50 (Tiga Sontag, Jesper Dahlbäck)
7. Who's That? - 1:12 (Tiga Sontag, Jesper Dahlbäck)
8. Down In It - 3:29 (Trent Reznor)
9. The Ballad of Sexor - 3:22 (Tiga Sontag, Jesper Dahlbäck)
10. Good as Gold/Flexible Skulls - 7:38 (Tiga Sontag, David Dewaele, Stephen Dewaele)
11. (Far from) Home (The Speed of Sexor Reprise) - 4:33 (Tiga Sontag, David Dewaele, Stephen Dewaele)
12. Burning Down the House - 4:03 (David Byrne/David Byrne, Chris Frantz, Jerry Harrison, Tina Weymouth)
13. 3 Weeks - 4:18 (Tiga Sontag, Jesper Dahlbäck)
14. Brothers - 17:08 (Tiga Sontag, David Dewaele, Stephen Dewaele); contiene le ghost track Sir Sir Sir e 8455584 Mommy - (Tiga Sontag, Jesper Dahlbäck, Michael Lesliejack)